# Їржі Гаїчек
Їржі Гаїчек (нар. 11 вересня 1967, Чеські Будейовиці) — чеський письменник. Автор романів «Крадії зелених коней» (2001), «Авантюристи мейнстриму» (2002), «Сільське бароко» (2005), «Риб’яча кров» (2012), оповідань («Спогади про танці якось на селі», 2014), повістей («Футбольні щоденники», 2007). 2006-го одержав премію Magnesia Litera за «Сільське бароко», а 2013-го цю саму премію за «Риб'ячу кров». 2016 року за романом «Крадії зелених коней» знято фільм.

## Біографія
Він виріс у селі Пуркарек закінчив гімназію в Тині над Влтавою, а потім сільськогосподарський факультет Південночеського університету.
Починав з поезії, серед інших у програмах Мірека Коваржика наприкінці 1980-х, а видав книги як романіст з 1998 року. У своїх оповіданнях та романах він в основному відображає оточення південночеської сільської місцевості. У 2006 році його роман «Сільське бароко» став лауреатом премії «Магнезія Літера» за прозу. Ярослав Рудіш обрав його роман «Риб'яча кров» до «Списку Фіннегана>» за 2013 рік — список, опублікований Товариством європейських авторів і містить твори, які слід більше перекладати на європейські мови. Згодом «Риб'яча кров» була оголошена книгою року на конкурсі «Магнезія Літера» 2013. У 2015 році Хайчек був гостем 16-го року місяця читання авторів. Роман «Děšťová hůl>» став переможцем опитування «Книга року» «Lidové noviny 2016]]» та виграв премію «Чеська книга» 2017 року.
У 2016 році Дан Влодарчик зняв фільм «Злодії зелених коней» за мотивами книги Іржі Хайчека. На знак протесту проти політизації членів журі він відмовився присуджувати Державну премію за літературу в 2018 році.
Романи «Риб'яча кров», «Дощова палиця» та «Плавання по віньєткам» видані «One Hot Book» як аудіокниги.

## Твори
- Snídaně na refýži. [s.l.]: Alois Hynek, 1998. 163 s. ISBN 80-86202-27-5., sbírka povídek
- Zloději zelených koní. [s.l.]: Host, 2001. 176 s. Dostupné online. ISBN 978-80-7491-604-5., román, v roce 2016 byl zfilmován
- Dobrodruzi hlavního proudu. [s.l.]: Host, 2002. 248 s. ISBN 80-7294-051-1., román
- Dřevěný nůž. [s.l.]: Host, 2004. 156 s. ISBN 80-7294-111-9., sbírka povídek
- Selský baroko. [s.l.]: Host, 2005. 176 s. ISBN 80-7294-164-X., román, v roce 2012 vyšel anglicky s názvem Rustic Baroque[7]
- Fotbalové deníky. [s.l.]: Host, 2007. 162 s. Dostupné online. ISBN 978-80-7294-242-8., novela
- Rybí krev. [s.l.]: Host, 2012. 360 s. ISBN 978-80-7294-639-6. Román pro nakladatelství One Hot Book a Radioservis jako audioknihu načetla Dana Černá.
- Vzpomínky na jednu vesnickou tancovačku. [s.l.]: Host, 2014. 364 s. ISBN 978-80-7491-405-8., sbírka povídek
- Dešťová hůl. [s.l.]: Host, 2016. 280 s. ISBN 978-80-7491-773-8. Román pro nakladatelství One Hot Book jako audioknihu načetl Martin Pechlát.
- povídka Lvíčata, 2017 — vyšla v antologii Best European Fiction 2017[8]
- Skica dvou dívek. [s.l.]: Egon Schiele Art Centrum, 2018. 48 s. ISBN 978-80-86789-27-9.
- Muž na pokraji vzplanutí — haiku z diáře 2017—2018. [s.l.]: Host, 2019. 68 s. ISBN 978-80-7577-808-6.
- Plachetnice na vinětách. [s.l.]: Host, 2020. 296 s. ISBN 978-80-275-0209-7. Pro nakladatelství One Hot Book jako audioknihu načetla Vanda Hybnerová.